# أندريا هاوغن
أندريا هاوغن (بالألمانية: Andrea Haugen) هي كاتِبة وكاتبة غنائية وموسيقية وفنانة ومغنية وعارضة وشاعرة ألمانية، ولدت في 1979.

## وصلات خارجية
- أندريا هاوغن على موقع IMDb (الإنجليزية)
- أندريا هاوغن على موقع ميوزك برينز (الإنجليزية)
- أندريا هاوغن على موقع أول ميوزيك (الإنجليزية)
- أندريا هاوغن على موقع ديسكوغز (الإنجليزية)
- أندريا هاوغن على موقع ديسكوغز (الإنجليزية)